# Teatro Tenda (Firenze)
Il teatro Tenda, attualmente per ragioni di sponsorizzazione teatro Cartiere Carrara, è un teatro moderno di Firenze, in zona Varlungo/Bellariva, sul lungarno Aldo Moro 3. Usato come centro polifunzionale, è uno dei principali luoghi per concerti.
Dal 2002 fu noto come "teatro Saschall", legato alla marca d'abbigliamento "Sasch". Dal 29 settembre 2011, dopo la scadenza del contratto di sponsorizzazione con la Sasch, l'impianto cambia denominazione in "teatro Obihall", legato alla catena tedesca di negozi fai da te "Obi". Dal 1º gennaio 2019 il teatro cambia denominazione in "Tuscanyhall", fino al 1º marzo 2024, divenendo noto successivamente come "teatro Cartiere Carrara".

## Storia
Realizzato nel 1978 a Bellariva, sulla riva destra dell'Arno, sulla scia del fenomeno dei teatri tenda come spazi alternativi ai teatri tradizionali che da Roma si era diffuso in tutta Italia, questo nuovo spazio si è imposto nel panorama culturale grazie a una programmazione promiscua.
Ristrutturato più volte, la sua ultima redazione, prima dell'attuale, risale a quella realizzata per rimediare ai danni provocati il 28 agosto 1989 da una tromba d'aria abbattutasi su Firenze.
Negli ultimi anni il teatro, dopo un periodo di chiusura, è stato interessato da un radicale intervento di riprogettazione che si è posto l'obiettivo non solo di risolvere i problemi di adeguamento alle vigenti normative di sicurezza, ma di risolvere gli aspetti di precarietà e di inserimento nel contesto urbano che avevano fino ad allora caratterizzato la struttura. Il nuovo spazio, inaugurato finalmente nel 2002, pur richiamando lo spirito del teatro Tenda che ormai è entrato a pieno titolo nella memoria della città, si connota come un intervento contemporaneo capace di esprimere forme e funzionalità contemporanee.

## Struttura

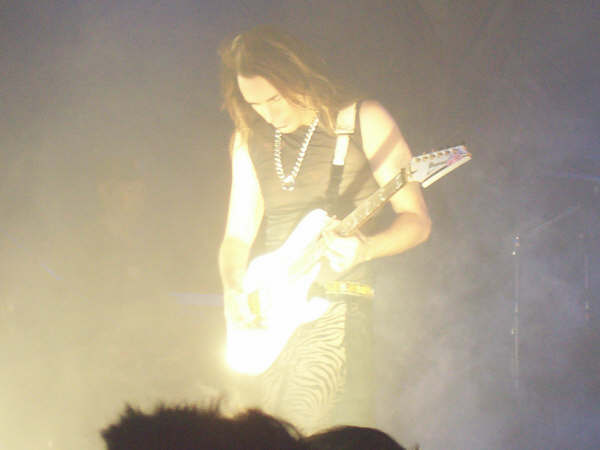
Steve Vai durante un concerto al Saschall

Il teatro si articola in tre corpi distinti. Il primo con il foyer e la sala conferenze, di forma trapezoidale e aperto con un loggiato verso il fiume: è una struttura metallica che richiama una tettoia industriale e contiene il doppio volume del foyer, mentre nei volumi al piano terra sono ricavati la biglietteria, il guardaroba e la caffetteria; il volume del primo piano è destinato alla sala conferenze (200 posti).
Il secondo corpo costituisce la vera e propria memoria del vecchio teatro Tenda: una grande tensostruttura in tessuto speciale, impostata su pareti laterali di varia altezza e fissata al centro su quattro pilastri reticolari, copre la grande platea pavimentata in calcestruzzo e che presenta un palcoscenico soprelevato di 1,20 metri. Un terzo corpo di fabbrica, il più piccolo, sul fronte che guarda verso il fiume ospita al piano inferiore i servizi igienici per il pubblico, le centrali tecnologiche e i locali per il servizio ristorazione e catering; al piano superiore, invece, sono ricavati i camerini per gli artisti e per il personale di servizio e i servizi igienici di pertinenza.

## Programmazione

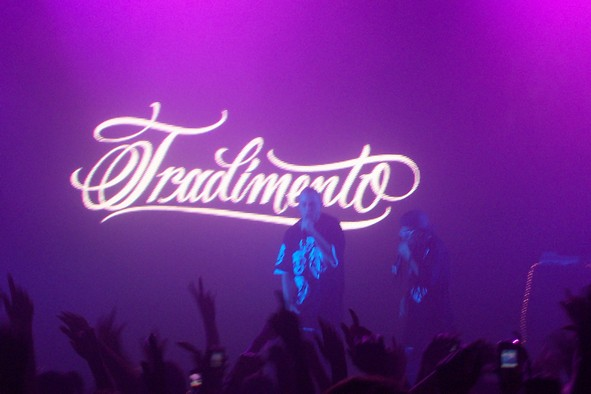
Fabri Fibra al Saschall nel 2006

Dai concerti di musica pop e rock (si pensi solo ad alcuni nomi che si sono esibiti qui negli anni ottanta: Fabrizio De André e la Premiata Forneria Marconi, Battiato e Vasco Rossi, Baglioni e Vecchioni, Pino Daniele, Gianna Nannini, Ivano Fossati, i Litfiba, gli Skiantos, Francesco Guccini, Lucio Dalla e Francesco De Gregori, Vasco Brondi, Valerio Scanu, Antonello Venditti, Renato Zero, Gianni Morandi, Luca Carboni, Emma nel 2012, e poi artisti stranieri come Bob Geldof, Level 42, Simply Red, Beady Eye, Matt Bianco, Steve Vai) a quelli che hanno aperto Firenze alla musica afroamericana, che hanno fatto conoscere le nuove tendenze del jazz, la musica di ricerca e la musica creativa e infine la fusion contemporanea.
Eppure già nei suoi primi mesi di vita lo spazio si apriva anche al teatro drammatico con un evento eccezionale, La ballata dei 14 giorni di Masaniello, frutto della collaborazione del giovane gruppo di Pupi e Fresedde diretto da Angelo Savelli e il famoso Bread and Puppet di Peter Schumann. Da qui anche un'intensa attività teatrale legata a tanti nomi fra i quali Dario Fo e Franca Rame, e ancora la danza con Liliana Cosi e Marinel Stefanescu e infine il cabaret e gli spettacoli di comici che poi avrebbero dominato la scena italiana degli ultimi decenni(dagli storici Roberto Benigni, Paolo Hendel, David Riondino, Carlo Isola, i Gemelli Ruggeri, Vito, Daniele Trambusti, ai più recenti Leonardo Pieraccioni, Giorgio Panariello e I Fichi d'India).
A completare un'importante presenza culturale nella città sono da ricordare anche i convegni politici e le feste etniche (per esempio gli omaggi all'Irlanda e a Cuba), manifestazioni come FirenzeGioca o incontri eccezionali come quello del maggio 1999 con il Dalai Lama.
Sede nel 2010 del primo congresso di Sinistra Ecologia Libertà.